# Quick Millions

Quick Milions est un film réalisé par Malcolm St. Clair, écrit par Buster Keaton et Joseph Hoffman, sorti en 1939.

## Fiche technique
- Titre alternatif : The Jones Family at the Grand Canyon[1]
- Réalisation : Malcolm St. Clair
- Scénario : Buster Keaton et Joseph Hoffman
- Producteur : John Stone
- Montage : Harry Reynolds
- Distributeur : 20th Century Fox
- Genre : Comédie
- Durée : 62 minutes
- Date de sortie : 25 août 1939

## Distribution
- Jed Prouty : John Jones
- Spring Byington : Mrs. John Jones
- Kenneth Howell : Jack Jones
- George Ernest : Roger Jones
- June Carlson : Lucy Jones
- Florence Roberts : Granny Jones
- Billy Mahan : Bobby Jones
- Eddie Collins : Henry 'Beaver' Howard
- Robert Shaw : National Park Ranger Barry Frazier
- Helen Ericson : Daisy Landers
- Marvin Stephens : Tommy McGuire
- Paul Hurst : Sheriff
- John T. Murray : Professor Pete Mathews
- George Lynn : H. Jenkins 'Hank' Pierson
- Horace McMahon : Floyd 'Bat' Douglas
- John Sheenan : Fire Chief
- Eddie Dunn (en) : Deputy Sheriff
- George Guhl : Deputy and Jailer
- Billy Griffith : Druggist
- Edwin Gaffney : Gas Station Attendant
- Edward McWade : Storekeeper
- Arthur Rankin : Notary
- Clarence Wilson : Assayer
- Douglas Gerrard : l'indien